# Erik Anker
Erik Anker (* 15. Oktober 1903 in Halden; † 15. August 1994 ebenda) war ein norwegischer Segler.

## Erfolge
Erik Anker wurde 1928 in Amsterdam bei den Olympischen Spielen in der 6-Meter-Klasse Olympiasieger. Er gehörte zur Mannschaft der von seinem Vater und Skipper Johan Anker gesteuerten Yacht Norna des norwegischen Kronprinzen Olav. Die 6mR-Yacht erreichte in sieben Wettfahrten drei Siege und belegte damit den ersten Platz vor dem dänischen Boot Hi-Hi mit zwei Siegen und dem estnischen Boot Tutti V mit einem Sieg. Zur Crew der siegreichen Norna gehörten neben Erik Anker auch die beiden Clubkameraden von der Kongelig Norsk Seilforening (KNS) Håkon Bryhn und der damalige Kronprinz Olav, später König Olav V. von Norwegen.